# Anfidamante (rey de Calcis)
Anfidamante (Griego antiguo: Ἀμφιδάμας. Calcis, ... – Eubea, 730 a. C.) fue rey de Calcis durante el siglo VIII a. C.

## Biografía
Poco se conoce sobre la vida de este rey. Se sabe que murió joven durante la larga guerra Lelantina, entre la vecina Eretria y Calcis para disputarse la llanura de Lelanto, que se extendía entre las dos polis griegas.

Con motivo de su funeral, su hijo Ganíctoras celebró un concurso de atletismo y poesía, convocando a los atletas más rápidos y fuertes, y a los escritores más sabios. Entre estos últimos estaba Hesíodo:
«[...], Cuando volviendo tu voluble espíritu hacia el comercio, quieras librarte de las deudas y de la ingrata hambre, te indicaré las medidas del resonante mar aunque nada entendido soy en navegación y en naves. Pues nunca jamás recorrí en una nave el vasto ponto, a no ser para ir a Eubea desde Áulide donde una vez los Aqueos, esperando que se calmara la tormenta, congregaron un gran ejército para dirigirse desde Grecia a Troya la de bellas mujeres. Entonces hice yo la travesía hacia Calcis para asistir a los juegos del belicoso Anfidamante; sus magnánimos hijos establecieron los numerosos premios anunciados. Y entonces te aseguro que obtuve la victoria con un himno y me llevé un trípode de asas; lo dediqué a las Musas del Helicón, donde me iniciaron en el melodioso canto. Esa es ciertamente mi única experiencia en naves de muchos clavos; pero aun así, te diré la voluntad de Zeus portador de la égida, pues las Musas me enseñaron a cantar un himno extraordinario» (Hesíodo, Trabajos y días, 648-662)
Este evento, por un lado da uno de los pocos datos cronológicos ciertos de la vida de Hesíodo, pero por otra parte ha dado lugar a un malentendido. La participación en la competición de Homero como perdedor es falsa, además de la contemporaneidad entre los dos poetas.
Extraída de la obra Agón de Homero y Hesíodo.